# 埼玉県道145号白岡停車場南新宿線

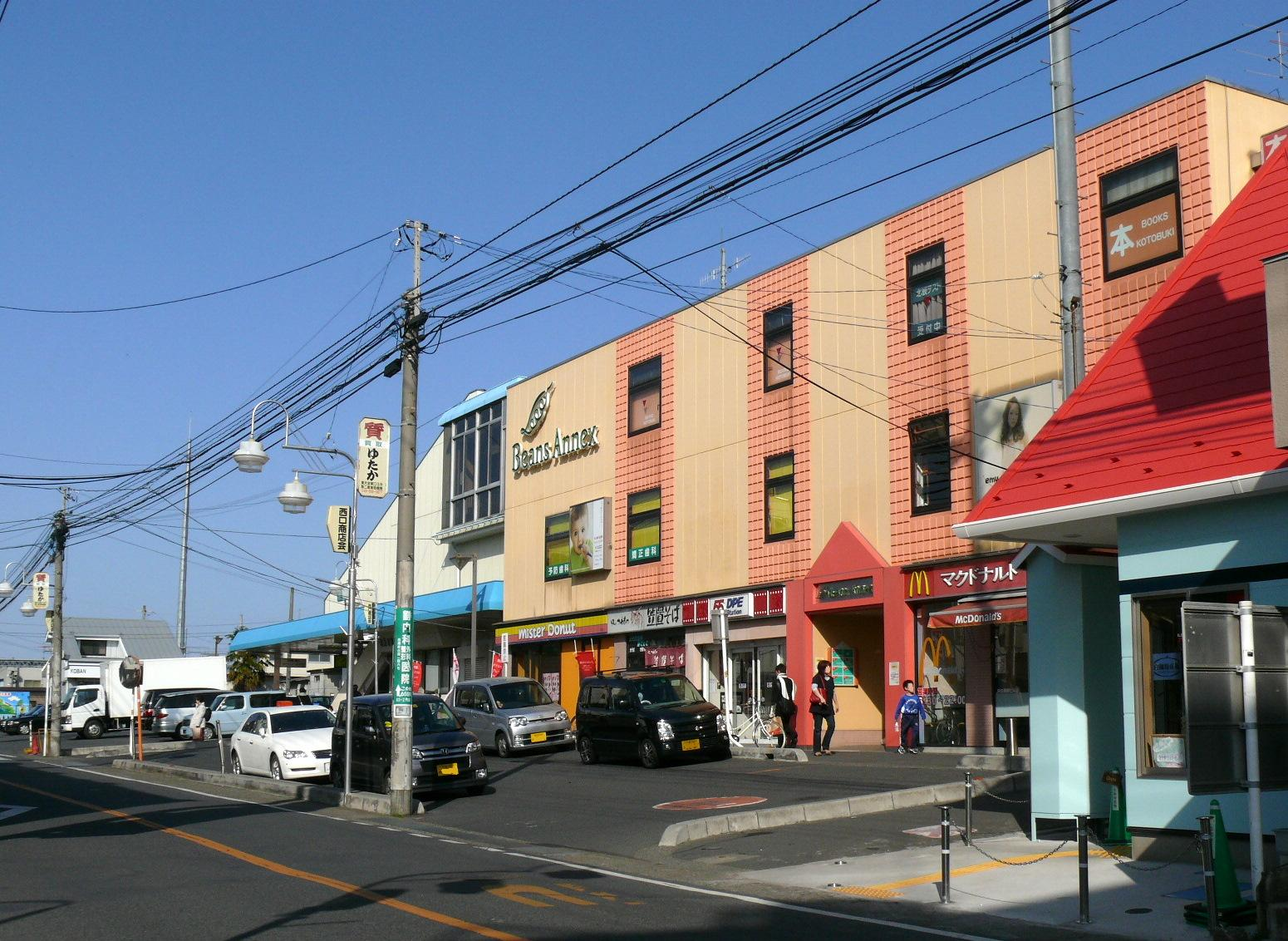
県道起点（画像左端）の白岡駅前。
（2009年2月15日）

埼玉県道145号白岡停車場南新宿線（さいたまけんどう145ごう しらおかていしゃじょうみなみしんしゅくせん）は、埼玉県白岡市から同県蓮田市至る都道府県道である。JR白岡駅から蓮田市境までの区間は白岡駅西口商店街である。

## 路線概要
- 起点：白岡停車場
- 終点：蓮田市西新宿（埼玉県道3号さいたま栗橋線交点）
- 総距離：2,020m

## 通過する自治体
- 埼玉県
  - 白岡市 - 蓮田市

## 接続・交差する主な道路
- 埼玉県道3号さいたま栗橋線（西新宿2丁目交差点）

## 周辺
- JR白岡駅
- 白岡中央総合病院
- 小久喜久伊豆神社
- 寿楽院
- 林昌寺